# Мирне (Близнюківська селищна громада)
Мирне (до 2016 — Петрівське) — село в Україні, у Близнюківській селищній громаді Лозівського району Харківської області. Населення становить 122 осіб. До 2020 орган місцевого самоврядування — Квітнева сільська рада.

## Географія

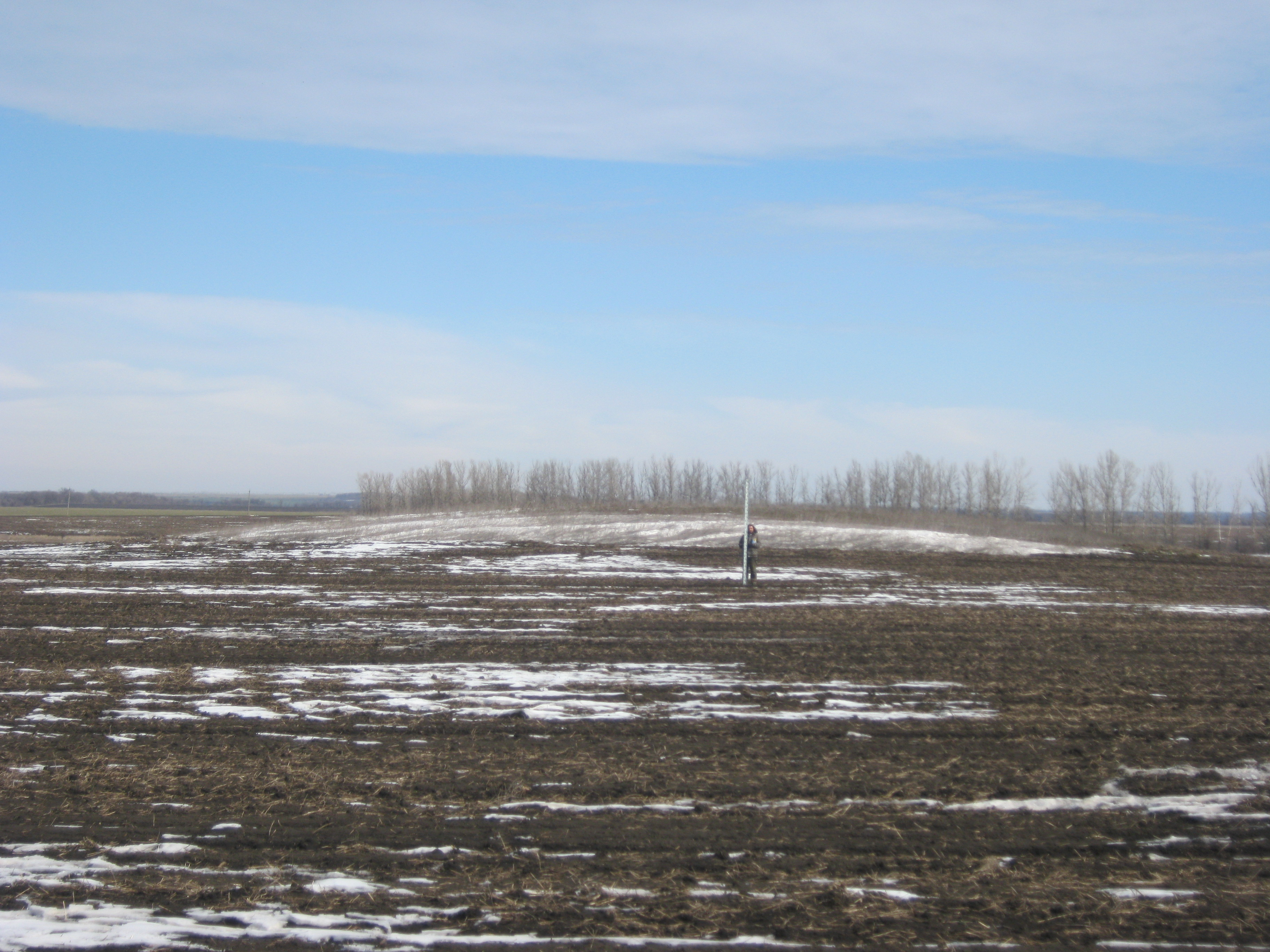
2 кургани, що розташовані у 2,2 км на схід від села

Село Мирне розміщене за 4 км від міста Лозова, залізнична станція Зуп. Пункт 934 Км гілки Лозова-Близнюки-Барвінкове, примикають села Слобожанське та Квітневе.

## Історія
1924 — дата заснування.
У період німецько-радянської війни село Мирне було місцем запеклих боїв з німецько-нацистськими військами. У боях за села Мирне, Квітневе, Слобожанське, Шевченкове брали участь воїни 973-го, 975-го і 37-го стрілецьких полків. Остаточно села були звільнені у вересні 1943 року. Воїни, які брали участь у визволенні даних сіл були поховані у братській могилі у центрі села Мирному. В могилі поховано 15 воїнів, з них відомі прізвища 6-х.
12 червня 2020 року, відповідно до Розпорядження Кабінету Міністрів України № 725-р «Про визначення адміністративних центрів та затвердження територій територіальних громад Харківської області», увійшло до складу Близнюківської селищної громади.
19 липня 2020 року, в результаті адміністративно-територіальної реформи та ліквідації Близнюківського району, увійшло до складу Лозівського району Харківської області.

## Культура
- Школа.
- Стадіон
- Квітневий сільський будинок культури.